# Loews Corporation
La Loews Corporation è una delle più grandi e diversificate holding statunitensi, quotata al New York Stock Exchange, è controllata dalla famiglia Tisch. Nata come holding immobiliare e Alberghiera si è poi espansa in settori quali quello assicurativo e dei servizi finanziari, Energetico, Sigarette e orologi.
Nel 2004 la società a fatturato 15.242 milioni di $ e raggiunto un utile netto di ben 1.230 milioni di dollari, il valore della società è valutato intorno ai 18 miliardi di dollari.

## Società del Gruppo Loews
- 91% della CNA Financial Corporation, uno dei più importanti gruppi assicurativi statunitensi; è quotata al NYSE.
- 100% della Lorillard, Inc, uno dei più antichi produttori di Tabacco e Sigarette, possiede anche marchi come: Newport, Kent, True, Maverick e Old Gold
- 85% di Boardwalk Pipeline Partners, LP, quotata al NYSE, è una società attiva nel trasporto e immagazzinamento di Gas Naturale; questa società a sua volta controlla altre due società la Texas Gas Transmission, che attraverso 5,900 miglia di  gasdotti e porta il gas dal Golfo del Messico agli stati del Sud degli stati uniti e del Midwest, la seconda società è invece la Gulf South Pipeline Company, LP che attraverso 7,570 miglia di gasdotto porta il gas naturale all'interno dei sistemi di immagazinamento e raffinazione allocati nella parte americana del Golfo del Messico.
- 55% di Diamond Offshore Drilling, Inc, quotata al NYSE è una delle più importanti aziende di perforazione ed estrazione di petrolio in mare aperto. La società possiede attualmente ben 45 impianti di perforazione e estrazione in mare aperto.
- 100% Loews Hotels, è una delle più importanti società di Hotel di lusso, è presente in quasi tutte le più importanti città statunitensi e canadesi.
- 100% della Bulova Corporation, è uno dei più grandi marchi dell'orologieria mondiale, tra i suoi marchi ci sono anche: Accutron, Caravelle and Wittnauer